# Lytton (Colombie-Britannique)
Lytton est un village de Colombie-Britannique, au Canada, situé au confluent de la Thompson et du Fraser, sur la rive est du Fraser. L'endroit est habité par le peuple Nlaka'pamux. C'est l'un des premiers endroits occupés par des colons non autochtones dans le sud de l'intérieur de la Colombie-Britannique. Il est fondé pendant la ruée vers l'or du canyon du Fraser de 1858 à 1859, alors qu'il est connu sous le nom de The Forks. La communauté comprend le village de Lytton et la communauté environnante de la Première nation de Lytton, dont le nom du lieu est Camchin, également orthographié Kumsheen (« réunion de la rivière »). 
Le 1er juillet 2021, alors qu'un record canadien de chaleur venait d'y être enregistré (49,6 °C), un incendie détruit la localité à 90 %.

## Géographie
Lytton est situé à 260 km au nord/nord-est de Vancouver, à l'intérieur des terres, à la confluence de la rivière Thompson et du Fraser, dans les vallées encaissées de ces deux cours d'eau. Le lieu est considéré comme une des capitales canadiennes du rafting.
Des forêts de conifères de sapins de Douglas et de pins ponderosa dominent les pentes.
Il fait partie du territoire des Nlaka'pamux.

### Climat
La ville de Lytton est à très basse altitude dans une vallée encaissée et est sujette à un climat continental avec des étés secs, c'est-à-dire un climat continental méditerranéen (Köppen: Dsb) selon la classification de Köppen. 
La pluviométrie suit le schéma de n'importe quel climat méditerranéen, avec des hivers humides et des étés secs voire très secs. 
Sur l'année, il ne tombe que 431 mm de précipitations à Lytton en moyenne, la plupart de ces dernières tombent en hiver sous forme de neige.
Les étés sont chauds et parfois torrides avec des températures fréquemment supérieures à 40 °C et la température de l'air a atteint 49,6 °C sous abri en juin 2021. C'est la température la plus élevée jamais enregistrée au Canada.
Les hivers sont froids et l'humidité est marquée avec de fortes chutes de neige et une température moyenne de −2,5 °C en décembre, le mois le plus froid de l'année.
À Lytton, le mois le plus chaud de l'année est le mois d'août tandis que le mois le plus froid est décembre.
| Mois                                  | jan.       | fév.      | mars       | avril     | mai       | juin      | jui.      | août      | sep.      | oct.       | nov.       | déc.       | année          |
| ------------------------------------- | ---------- | --------- | ---------- | --------- | --------- | --------- | --------- | --------- | --------- | ---------- | ---------- | ---------- | -------------- |
| Température minimale moyenne (°C)     | −3,7       | −2,1      | 1          | 4,3       | 8,5       | 12,4      | 14,5      | 14,7      | 9,7       | 5,1        | −0,1       | −5,4       | 4,9            |
| Température moyenne (°C)              | −0,7       | 1,7       | 6,3        | 10,3      | 14,4      | 18,4      | 21,2      | 21,6      | 16,2      | 9,8        | 2,9        | −2,5       | 10             |
| Température maximale moyenne (°C)     | 2,3        | 5,5       | 11,5       | 16,2      | 20,3      | 24,3      | 27,8      | 28,4      | 22,6      | 14,6       | 5,8        | 0,3        | 15             |
| Record de froid (°C) date du record   | −31,7 1950 | −25 1950  | −21,1 1955 | −7,8 1936 | −3,9 1954 | 4,4 1952  | 6,1 1971  | 6,7 1952  | −2,2 1972 | −18,1 1984 | −27,7 1985 | −30,6 1984 | −31,7 1950     |
| Record de chaleur (°C) date du record | 16,5 2011  | 18,3 1962 | 24,7 2013  | 33,9 1934 | 40,4 1983 | 49,6 2021 | 44,4 1941 | 42,2 2023 | 38,7 1988 | 29,9 1980  | 22,8 1927  | 17,8 1976  | 49,6 29/6/2021 |
| Ensoleillement (h)                    | 56         | 81,6      | 143        | 186,7     | 224,2     | 243,8     | 265,2     | 244,2     | 182       | 121,8      | 55,7       | 48,1       | 1 852,2        |
| Précipitations (mm)                   | 58,7       | 43,2      | 31,2       | 20,8      | 20,6      | 17,8      | 18,7      | 25,4      | 29        | 41,2       | 60,3       | 63,9       | 430,6          |
| dont neige (cm)                       | 19,4       | 11        | 6,2        | 0         | 0         | 0         | 0         | 0         | 0         | 1,4        | 12,8       | 25,9       | 76,6           |
| Nombre de jours avec précipitations   | 11,5       | 10,5      | 8,8        | 7,2       | 8,6       | 7,2       | 6,4       | 6,4       | 7,6       | 10,5       | 13         | 12,1       | 109,6          |
| Humidité relative (%)                 | 72,4       | 62        | 47,7       | 38,3      | 37        | 34,5      | 33,7      | 31,9      | 40,2      | 55,7       | 71,5       | 76,3       | 50,1           |
| Nombre de jours avec neige            | 5,5        | 3,6       | 1,6        | 0         | 0         | 0         | 0         | 0         | 0         | 0,4        | 3,5        | 8,1        | 22,7           |

| Diagramme climatique                                  |             |           |             |             |              |              |              |           |             |             |             |
| J                                                     | F           | M         | A           | M           | J            | J            | A            | S         | O           | N           | D           |
| 2,3−3,758,7                                           | 5,5−2,143,2 | 11,5131,2 | 16,24,320,8 | 20,38,520,6 | 24,312,417,8 | 27,814,518,7 | 28,414,725,4 | 22,69,729 | 14,65,141,2 | 5,8−0,160,3 | 0,3−5,463,9 |
| Moyennes : • Temp. maxi et mini °C • Précipitation mm |             |           |             |             |              |              |              |           |             |             |             |

## Histoire
L'endroit était déjà habité il y a plus de 10 000 ans. Le Fraser est également une voie naturelle de communication entre l'intérieur des terres et la côte. Un village y est fondé en 1858 à la suite de la ruée vers l'or du canyon du Fraser. La même année, Lytton est nommé en l'honneur d'Edward Bulwer-Lytton, secrétaire aux colonies britannique et romancier, auteur surtout connu pour son ouvrage Les Derniers jours de Pompéi. 
Pendant longtemps Lytton est un nœud important de transport : la River Trail depuis 1858, la route Cariboo en 1862, le Chemin de fer Canadien Pacifique depuis les années 1880 et la route 1 de Colombie-Britannique depuis les années 1950. Cependant, il perd nettement de son importance depuis la construction de l'autoroute Coquihalla en 1987, qui utilise une route plus directe vers l'intérieur de la Colombie-Britannique.
Un temple chinois y est construit en 1881.

### Feu de forêt et destruction en 2021
Durant les vagues de chaleur, Lytton est souvent l'endroit le plus chaud au Canada malgré sa situation au nord du 50°N de latitude. Au cours de trois jours consécutifs de juin 2021, elle a battu le record de tous les temps de la température la plus élevée au Canada, se terminant à 49,6 °C (121,3 °F) le 29 juin. Il s'agit de la température la plus élevée jamais enregistrée au nord de 45°N et supérieure au records absolus pour l’Europe et l’Amérique du Sud.
Le lendemain, un feu de forêt balaye le village, détruisant de nombreuses structures. Le village entier reçoit un ordre d'évacuation. À la suite de l'incendie, le député local Brad Vis déclare que 90 % du village a brûlé. Cette destruction interpelle l'historien Xavier Mauduit qui lie le destin de Lytton (dont le nom est lié à l'écrivain Edward Bulwer-Lytton) et celui de Pompéi, détruit par le feu (évoqué dans un roman de ce même homme).

## Population
La population du village au recensement de 2016 était de 249 habitants avec 1 700 autres dans la région immédiate vivant dans les zones rurales et dans les réserves des six communautés Nlaka'pamux voisines.
802 membres sur 1970 membres inscrits de la Première Nation de Lytton vivaient dans les 5 réserves immédiatement adjacentes à la municipalité, avant l'évacuation de celles-ci en juillet 2021 à la suite de l'incendie.